# 萨格拉达法米利亚
萨格拉达法米利亚是巴西南大河州的一个市镇。总面积78.254平方公里，总人口2595人，人口密度33.2人/平方公里。